# Bdelyrus iauaretensis
Bdelyrus iauaretensis là một loài bọ cánh cứng trong họ Bọ hung (Scarabaeidae).